# Raael Joseffy
Raael Joseffy (Huncovce, 3 de juliol de 1852 - Ciutat de Nova York, 25 de juny de 1915) fou un pianista hongarès.
Feu els estudis musicals al Conservatori de Leipzig, perfeccionant la tècnica del piano amb Tausig i Liszt. Encara molt jove es traslladà a Nova York, on el 1891 entrà a formar part del claustre de professors d'aquesta ciutat, desenvolupant fins a la seva mort una càtedra de piano.
Va escriure nombroses obres de concert, i entre les de caràcter pedagògic una School of Advanced piano-playing (1892), i la titulada Meisterschule des Klavierspiels (1902) ambdues molt elogiades pels tècnics.

## Biografia
Rafael Joseffy havia nascut a (Hunfalu, actual Huncovce), al comtat de Szepes (actual Eslovàquia) el 1852. La seva joventut la va passar a Miskolc, i va començar el seu estudi del piano allà a l'edat de vuit anys. Va estudiar a Budapest amb Friedrich Brauer, el mestre de Stephen Heller. El 1866 va anar a Leipzig, on els seus mestres van ser Ignaz Moscheles i Ernst Ferdinand Wenzel. El 1868 es va convertir en alumne de Carl Tausig a Berlín, romanent amb ell durant dos anys. Més tard va passar dos estius amb Franz Liszt a Weimar.
Va debutar a Berlín el 1872 i va ser immediatament aclamat com un mestre pianista de gran brillantor. En una revisió de 1874 Hanslick va admirar la seva brillant tècnica però va trobar el seu joc fred. Es va traslladar als Estats Units el 1879, on va viure a la ciutat de Nova York. Joseffy va fer el seu debut americà a Nova York el 1879, amb una orquestra sota Leopold Damrosch. Poc després va tocar amb l'Orquestra Filharmònica de Nova York, i posteriorment va fer moltes aparicions a Nova York i altres ciutats nord-americanes amb Theodor Thomas i l'"Orquestra Theodore Thomas". Joseffy va ser solista dels concerts inaugurals de l'Orquestra Simfònica de Chicago els dies 16 i 17 d'octubre de 1891, interpretant el Primer Concert per a piano de Txaikovski amb Thomas dirigint al Teatre Auditori de Chicago.
L'estil de Joseffy era ampli i complet, però la seva interpretació tenia una certa incisió. Va produir nombroses composicions populars per a piano així com va editar obres de Frédéric Chopin i d'altres compositors per als editors de música G. Schirmer. Moltes de les seves cançons van ser traduïdes de l'alemany a l'anglès per Helen Tretbar. Més tard en la vida es va retirar pràcticament de la plataforma de concerts i va dedicar la seva atenció a l'ensenyament. Entre els seus alumnes hi havia la compositora i cantant nord-americana Florence Turner-Maley. Era un home molt reservat. Henry Wolfsohn va afirmar haver ofert a Joseffy grans sumes per a les gires de concerts, però el pianista va trobar la vida de concert tan severa als seus nervis que no va acceptar. Preferia els ingressos més petits d'un professor a la resplendor de les llums. A Joseffy no li importava absolutament res per la fama o els aplaudiments. Per a ell el seu art era suprem i les altres coses li importaven poc. Mentre era a Nova York, va passar els estius a Tarrytown.
Va morir a la ciutat de Nova York el 1915, als 62 anys.